# H.H. Sebastiaan- en Vincentiuskerk
De lutherse H.H. Sebastiaan- en Vincentiuskerk (Duits: St.-Sebastian-und-St.-Vincenz-Kirche) in het Oost-Friese dorp Breinermoor (gemeente Westoverledingen) werd in 1784 als zaalkerk gebouwd.

## Geschiedenis
De huidige kerk werd ter vervanging van een kapel gebouwd, die zich op het zo'n 400 meter afstand gelegen kerkhof bevond. Na voltooiing van de kerk werd de kapel gesloopt. Ten westen werd aan het kerkschip een smallere klokkentoren gebouwd. Drie grote rondbogige vensters aan elke lengtezijde van het kerkschip zorgen voor de lichtval.
Tot 1925 kon de kerkelijke gemeente een eigen predikant onderhouden. Sindsdien deelt de gemeente een predikant met Backemoor. Sinds 1 juni 2012 vormt de gemeente samen met de Vincentius- en Laurentiusgemeente van Backemoor de nieuwe lutherse Kirchengemeinde Backemoor-Breinermoor in Rhauderfehn.

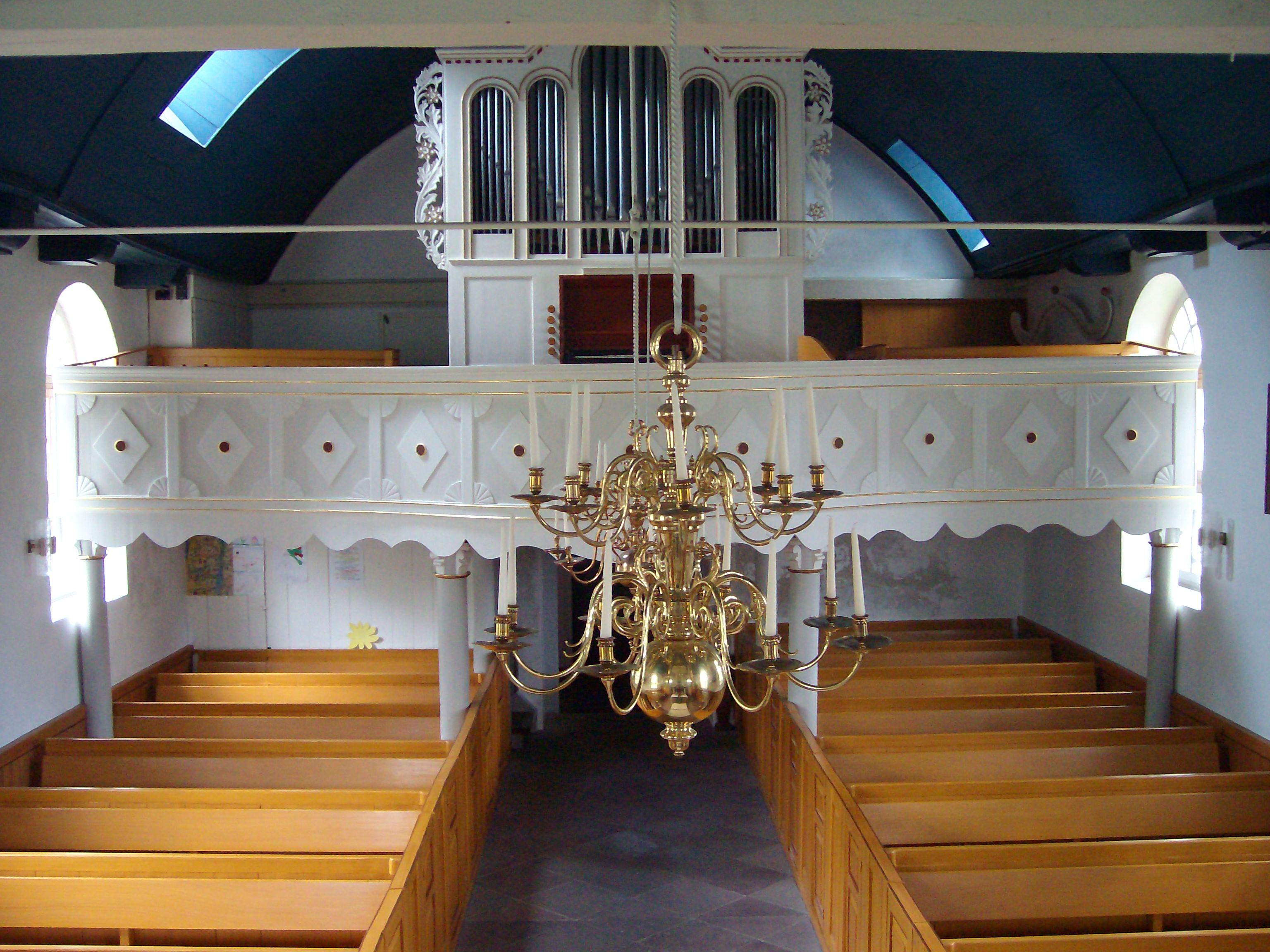
Interieur

## Interieur
Het gebouw wordt overspannen door een houten tongewelf. Verschillende werken dateren nog uit de voorgangerkerk. De zeshoekige kansel boven het altaar stamt uit 1686. Oorspronkelijk vormde de kansel met het altaar een eenheid, maar in de 19e eeuw volgde een verbouwing. Het altaar bevat een reproductie van Leonardo da Vinci's Laatste Avondmaal. Tot de vasa sacra behoort een door Lubbe Jansen in 1664 geschonken kelk. De kroonluchter werd in 1751 vervaardigd. Het orgel van de Oost-Friese orgelbouwer Gerd Sieben Janssen uit 1874 met negen registers op één manuaal werd in de loop der jaren herhaaldelijk verbouwd. De orgelkas en een deel van het pijpwerk bleef behouden.

## Afbeeldingen

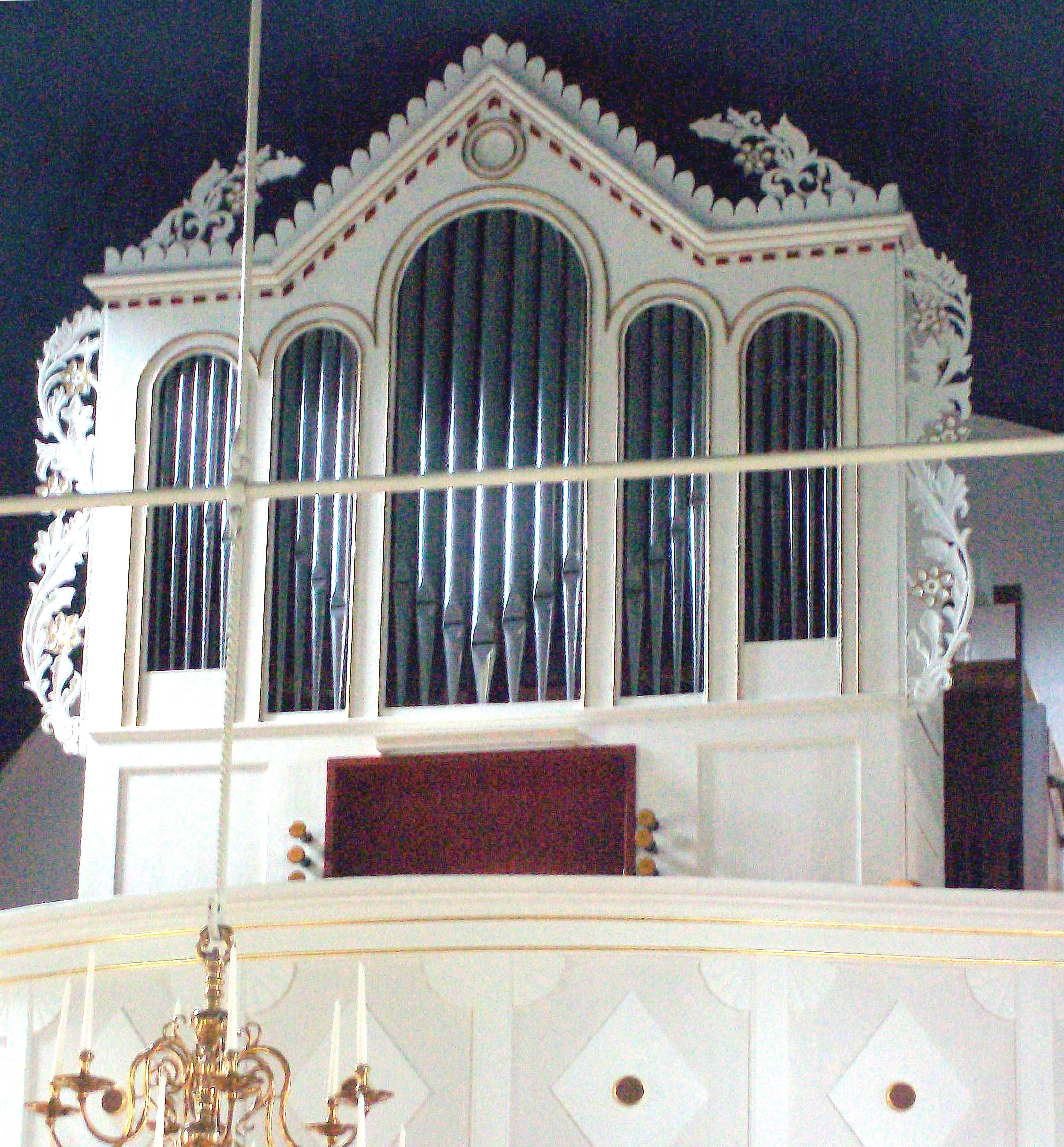
Orgel
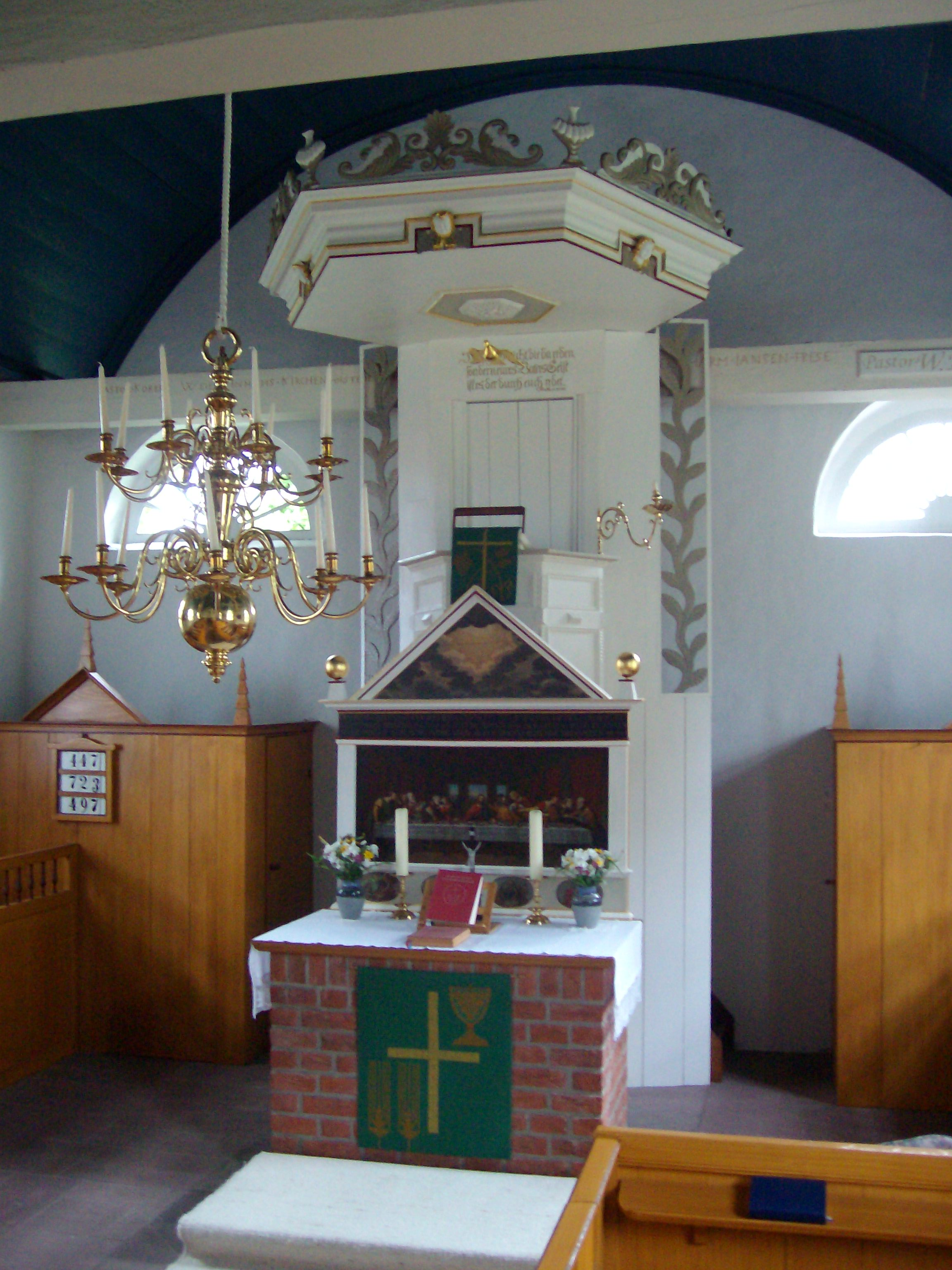
Kanselaltaar
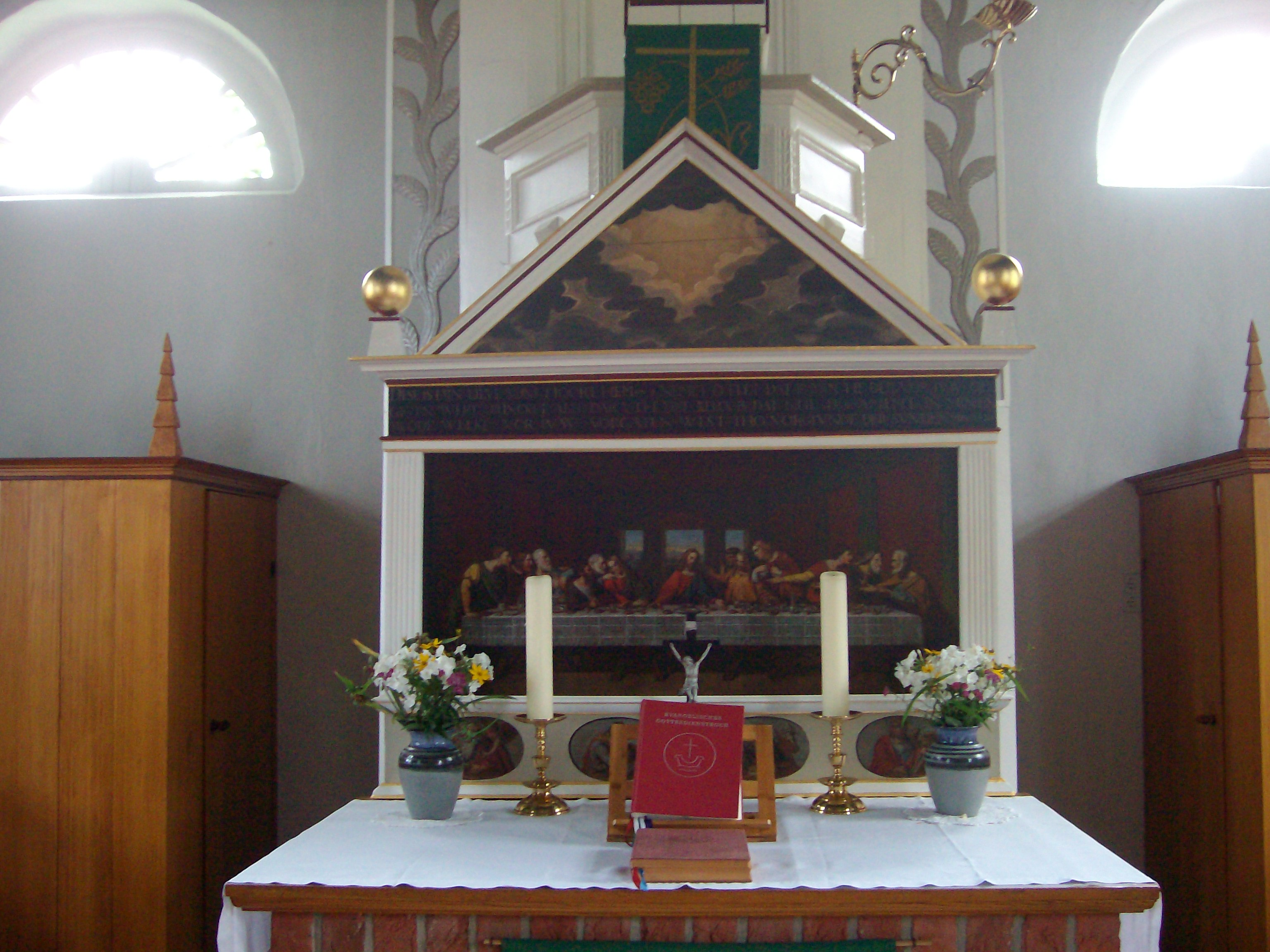
Altaarschilderij